# Filmografia de Spice Girls
O girl group britânico Spice Girls já estrelou um filme, assim como vários de televisão especiais, documentários e comerciais. Elas fizeram sua estreia no cinema em 1997, estrelando seu longa-metragem Spice World. O filme foi um sucesso comercial, mas foi amplamente criticado pelos críticos, dando ao grupo o prêmio Framboesa de Ouro de Pior Atriz .[carece de fontes?]
As Spice Girls já receberam vários especiais de televisão. Em novembro de 1997, as Spice Girls se tornaram o primeiro grupo pop a receber o An Audience with... da ITV; seu show contou com um público exclusivamente feminino e foi assistido por 11,8 milhões de telespectadores no Reino Unido, um quinto da população total do país. Na véspera de Natal daquele ano, o grupo apresentou um especial de televisão no Top of the Pops na BBC One. Concerto especial de suas três turnês no final dos anos 90 também foram transmitidos. No dia de Natal de 1997, a ITV exibiu um concerto especial chamado Spice Up Your Christmas, que consistiu em destaques do concerto de outubro de 1997 das Spice Girls em Istambul. The Spice Girls In Concert - Wild! show de concertos pay-per-view do show do grupo em outubro de 1997 em Istambul foi ao ar em várias datas durante todo o ano de 1998 nos EUA na Showtime. Sua primeira exibição em 17 de janeiro de 1998 foi o pay-per-view de música mais bem cotado em sete anos. O show foi transmitido nos Estados Unidos no Fox Family Channel em 16 de agosto de 1998, recebendo uma classificação de 1,8 para o lar, apesar de enfrentar um especial de quatro horas da Spice Girls e um show diferente das Spice Girls transmitindo o show mesmo fim de semana. Em setembro de 1998, um especial de televisão intitulado Spice Girls: Live in Your Living Room foi ao ar no Sky One. Nele, Dani Behr e Georgie Stait apresentaram uma cobertura ao vivo do show das Spice Girls no Estádio de Wembley, incluindo um segmento de fãs ao vivo, entrevistas com o grupo e convidados no estúdio, seguidos por uma transmissão ao vivo da apresentação completa do show. Em 1999, um especial de televisão do concerto do grupo em Earl's Court intitulado Spice Girls: The Live One foi transmitido em vários países e também incluiu um documentário contendo ensaios e entrevistas com as Spice Girls.
As Spice Girls lançaram pelo menos sete oficiais por trás das cenas de documentários de televisão, incluindo dois documentários de turismo e dois making-of documentários para seu filme Spice World. Dezembro de 1997 foi o lançamento de seu primeiro documentário oficial da televisão americana, Too Much Is Never Enough, na UPN. O documentário focou em sua reação à súbita ascensão à fama em todo o mundo, e foi assistido por 5,4 milhões de telespectadores. Em dezembro de 2007, o documentário oficial Spice Girls: Giving You Everything, fez sua estreia mundial na Austrália na FOX8. Foi ao ar no CTV no Canadá, em 19 de dezembro de 2007, e na BBC One, no Reino Unido, em 31 de dezembro de 2007. O documentário atraiu 3,5 milhões de espectadores no Reino Unido, ficando em segundo lugar em seu período de sessões. Em dezembro de 2012, o documentário oficial The Spice Girls' Story: Viva Forever! foi ao ar na ITV para promover o musical "Viva Forever" do grupo no West End. As Spice Girls também foram tema de vários documentários não oficiais. Em março de 2001, a ITV exibiu um documentário não autorizado sobre as Spice Girls intitulado Raw Spice. O filme, que focou no grupo antes de se tornar famoso e apresentava imagens inéditas de 1994, foi objeto de disputas legais de quatro anos com ex-integrantes da produtora do filme e as próprias Spice Girls, que tentaram para evitar que seja rastreado. O documentário foi o programa mais assistido da noite que foi ao ar, atraindo 9,4 milhões de espectadores, quase 40% do público disponível. As Spice Girls tiveram episódios dedicados a elas em várias séries biografia música, incluindo Behind the Music e E! True Hollywood Story do VH1, e BioRhythm da MTV.
As Spice Girls apareceram e se apresentaram em inúmeros programas de televisão e eventos. Em fevereiro de 1997, as Spice Girls abriram o Brit Awards de 1997 com Geri Halliwell usando o icônico vestido da Union Jack enquanto cantavam no palco com o grupo. Seu desempenho ganhou a performance mais memorável de 30 anos no Brit Awards de 2010. A banda se apresentou novamente no Brit Awards de 2000, onde foram presenteadas com o Lifetime Achievement Award por Will Smith. Outras aparições notáveis incluem Saturday Night Live (SNL), The Oprah Winfrey Show e dois Royal Variety Performance. Em junho de 1998, o grupo também cantou suas músicas "Stop" e "Viva Forever" ao vivo com Luciano Pavarotti em seu concerto beneficente Pavarotti & Friends for the Children na Libéria. The Spice Girls se apresentou no MTV Europe Music Awards de 2000; foi a última apresentação do grupo antes da separação em dezembro daquele ano, até a reunião de 2007. A primeira apresentação pública das Spice Girls durante a reunião de 2007 foi feita no Kodak Theatre em Hollywood, onde o grupo se apresentou no Desfile de moda da Victoria's Secret. Elas cantaram duas músicas, o single de 1998 "Stop" e o single principal do álbum "Headlines (Friendship Never Ends)". O show foi transmitido em dezembro de 2007, e foi assistido por 7,4 milhões de telespectadores na CBS e 2,94 milhões de telespectadores na The CW. Em agosto de 2012, após muita especulação e antecipação da imprensa e do público, o grupo realizou um medley de "Wannabe" e "Spice Up Your Life" na cerimônia de encerramento dos Jogos Olímpicos de Verão de 2012, reunindo apenas para o evento. Seu desempenho tornou-se o momento mais tweetado de toda a Olimpíada, com mais de 116.000 tweets no Twitter por minuto.
As Spice Girls também atuaram em comerciais de televisão como parte de seus acordos de patrocínio com várias marcas. Em 1997 e 1998, elas estrelaram comerciais para Chupa Chups, Walkers Crisps, Cadbury Chocolate, Polaroid, Desodorante Impulse, Aprilia Scooters, Pepsi. Para a reunião de 2007, o grupo estrelou dois comerciais para a rede de supermercados britânica Tesco durante a temporada de Natal. Um de seus comerciais da Tesco ficou em quarto lugar no "Top 10 de anúncios com a maior recordação de 2008" nas classificações anuais da Adwatch da Marketing Week.

## Filmes de longa metragem
| Título      | Ano  | Créditos(s) | Papel          | Diretor(es) | Bilheteria | Ref.          |
| ----------- | ---- | ----------- | -------------- | ----------- | ---------- | ------------- |
| Spice World | 1997 | Atrizes     | As Spice Girls | Bob Spiers  | 77,000,000 | [ 34 ] [ 35 ] |

## Televisão

### Especial
| Título                                           | Ano  | Papel                                                  | Emissora                  | Notas                                                            | Ref.                 |
| ------------------------------------------------ | ---- | ------------------------------------------------------ | ------------------------- | ---------------------------------------------------------------- | -------------------- |
| Top of the Pops                                  | 1996 | Apresentadoras, performers                             | BBC One                   | Especial do Dia de Natal                                         | [ 36 ]               |
| Comic Relief                                     | 1997 | Elas mesmas, vários esboços e performances             | BBC One                   | Especial de televisão                                            | [ 37 ]               |
| Channel 5 launch                                 | 1997 | Elas mesmas                                            | Channel 5                 | Lançamento da quinta rede de televisão terrestre da Grã-Bretanha | [ 38 ]               |
| Spice Girls: Year One - An O-Zone Special        | 1997 | Elas mesmas                                            | BBC Two                   | Especial de televisão                                            | [ 39 ] [ 40 ]        |
| MTV's Spice Girls Survival Guide                 | 1997 | Elas mesmas                                            | MTV Sudeste da Ásia       | Especial de televisão                                            | [ 41 ]               |
| An Audience with...The Spice Girls               | 1997 | Apresentadoras, performers                             | ITV                       | Especial de televisão                                            | [ 42 ]               |
| Spice Girls: MTV Up For It Special               | 1997 | Elas mesmas                                            | MTV UK                    | Especial de televisão                                            | [ 43 ]               |
| Too Much Is Never Enough                         | 1997 | Elas mesmas                                            | UPN                       | Documentário                                                     | [ 12 ]               |
| Spice Girls on Top of the Pops                   | 1997 | Apresentadoras, performers                             | BBC One                   | Christmas Eve special                                            | [ 3 ]                |
| Behind the Scenes of Spiceworld - The Movie      | 1997 | Elas mesmas                                            | Channel 5                 | Documentário do Spice World                                      | [ 44 ] [ 45 ]        |
| Spice Up Your Christmas                          | 1997 | Elas mesmas                                            | ITV                       | Especial de véspera de Natal                                     | [ 4 ]                |
| All That                                         | 1998 | Elas mesmas ("Show & Tell" sketch), convidadas musical | Nickelodeon               | "Spice Girls" (Temporada 4, Episódio 8)                          | [ 46 ]               |
| The Spice Girls In Concert - Wild!               | 1998 | Elas mesmas                                            | Showtime                  | Especial de concertos pay-per-view                               | [ 5 ]                |
| Spice Girls: An MTV Movie Special                | 1998 | Elas mesmas                                            | MTV                       | Documentário do Spice World                                      | [ 47 ]               |
| Spice Girls—Wild! in Concert                     | 1998 | Elas mesmas                                            | Fox Family Channel        | Concerto especial                                                | [ 7 ] [ 48 ]         |
| FANatic                                          | 1998 | Elas mesmas                                            | MTV                       | "Spice Girls" (Temporada 1, Episódio 18)                         | [ 49 ] [ 50 ]        |
| Spice Girls: Girl Power from A to Z              | 1998 | Elas mesmas                                            | MTV                       | Especial de televisão                                            | [ 51 ]               |
| The Essential: Spice Girls                       | 1998 | Elas mesmas                                            | MTV                       | Documentário                                                     | [ 52 ]               |
| Ruby Wax meets...                                | 1998 | Elas mesmas                                            | BBC One                   | "Spice Girls" (Temporada 1, Episódio 18)                         | [ 53 ]               |
| MTV's Ultrasound: Sugar, Spice & Everything Nice | 1998 | Elas mesmas                                            | MTV                       | Documentário                                                     | [ 54 ]               |
| TFI Friday                                       | 1998 | Elas mesmas                                            | Channel 4                 | "Spice Girls Special" (Série 3, Episódio 9)                      | [ 55 ]               |
| Miami Spice                                      | 1998 | Elas mesmas                                            | Fox Kids                  | Documentário da turnê                                            | [ 56 ]               |
| Spice Girls...After Geri, An O-Zone Special      | 1998 | Elas mesmas                                            | BBC Two                   | Especial de televisão                                            | [ 57 ] [ 58 ]        |
| Spice Girls' Favorite Videos                     | 1998 | Elas mesmas                                            | MTV                       | Especial de televisão                                            | [ 51 ]               |
| Spice Girls: Live in Your Living Room            | 1998 | Elas mesmas                                            | Sky Cinema Box Office     | Especial de concertos pay-per-view                               | [ 8 ] [ 9 ]          |
| French and Saunders                              | 1998 | Elas Mesmas                                            | BBC Two                   | "Titanic" (especial de natal)                                    | [ 59 ]               |
| Spice Girls in America: A Tour Story             | 1999 | Elas mesmas                                            | Channel 4                 | Documentário da turnê                                            | [ 60 ] [ 61 ]        |
| Pop Galerie                                      | 1999 | Elas Mesmas (arquivo de metragem)                      | Arte                      | Documentary (French/German), "Spice Girls"                       | [ 62 ] [ 63 ]        |
| Spice Girls: The Live One                        | 1999 | Themselves                                             | Sky 1, Fox Kids, SRF zwei | Concerto especial                                                | [ 10 ]               |
| TFI Friday                                       | 2000 | Apresentadoras                                         | Channel 4                 | "The Spice Girls" (Temporada 6, Episódio 1)                      | [ 64 ] [ 65 ]        |
| BIOrhythm                                        | 2000 | Elas Mesmas (arquivo de metragem)                      | MTV                       | Documentário, "Spice Girls" (Temporada 1, Episódio 30)           | [ 66 ]               |
| Spice Girls on Film                              | 2000 | Elas Mesmas                                            | Channel 4                 | Documentary                                                      | [ 67 ]               |
| Raw Spice                                        | 2001 | Elas Mesmas (arquivo de metragem)                      | ITV                       | Documentário                                                     | [ 20 ]               |
| Solo Spice                                       | 2001 | Elas Mesmas (arquivo de metragem)                      | Channel 4                 | Documentário                                                     | [ 67 ]               |
| E! True Hollywood Story                          | 2001 | Elas Mesmas (arquivo de metragem)                      | E!                        | Documentário, "Spice Girls" (Temporada 6, Episódio 1)            | [ 68 ]               |
| Seven Days That Shook the Spice Girls            | 2002 | Elas Mesmas (arquivo de metragem)                      | Channel 4                 | Documentário                                                     | [ 69 ]               |
| Behind the Music                                 | 2003 | Elas Mesmas (arquivo de metragem)                      | VH1                       | Documentário, "Spice Girls" (7 ª temporada, episódio 2)          | [ 70 ]               |
| Giving You Everything                            | 2007 | Elas Mesmas                                            | BBC One, CTV, FOX8        | Documentário                                                     | [ 13 ] [ 14 ] [ 15 ] |
| The Birth of the Spice Girls                     | 2007 | Elas Mesmas (arquivo de metragem)                      | Sky Living                | Documentário                                                     | [ 71 ]               |
| The Spice Girls on Trial                         | 2007 | Elas Mesmas (arquivo de metragem)                      | Channel 5                 | Documentário                                                     | [ 72 ]               |
| The Spice Girls' Story: Viva Forever!            | 2012 | Themselves                                             | ITV                       | Documentário                                                     | [ 17 ]               |
| Nineties                                         | 2013 | Elas Mesmas (arquivo de metragem)                      | SVT                       | Documentário (sueco), "Girl Power!" (Temporada 1, Episódio 7)    | [ 73 ]               |
| Spice Girls Superfans                            | 2016 | Elas Mesmas (arquivo de metragem)                      | BBC iPlayer               | Documentário                                                     | [ 74 ]               |

### Entrevistas/performances
Esta lista é seletiva; as Spice Girls apareceram, se apresentaram e foram entrevistadas em vários programas de televisão em todo o mundo. Para uma lista mais completa, veja as suas filmografias no IMDB & BFI.
| Título                                                         | Ano  | Papel                                          | Emissora            | Canções performadas                                              | Notas                                               | Ref.          |
| -------------------------------------------------------------- | ---- | ---------------------------------------------- | ------------------- | ---------------------------------------------------------------- | --------------------------------------------------- | ------------- |
| Brit Awards                                                    | 1997 | Performance                                    | ITV                 | "Wannabe"' "Who Do You Think You Are"                            |                                                     | [ 75 ]        |
| An Audience with...Elton John                                  | 1997 | Convidadas especiais (performance)             | ITV                 | "Don't Go Breaking My Heart" (com Elton John)                    | Especial de televisão                               | [ 76 ]        |
| The Prince's Trust Royal Gala                                  | 1997 | Performance                                    | BBC One             | "Say You'll Be There"; "Mama"                                    | Programa de variedades                              | [ 77 ] [ 78 ] |
| Saturday Night Live                                            | 1997 | Convidado musical                              | NBC                 | "Wannabe"; "Say You'll Be There"                                 | "Rob Lowe/(Temporada 22, Episódio 17)               | [ 79 ]        |
| MTV Video Music Awards                                         | 1997 | Performance                                    | MTV                 | "Say You'll Be There"                                            |                                                     | [ 80 ]        |
| MTV Europe Music Awards                                        | 1997 | Performance                                    | MTV                 | "Spice Up Your Life"                                             |                                                     | [ 81 ]        |
| Royal Variety Performance                                      | 1997 | Performance                                    | ITV                 | "Who Do You Think You Are"; "Too Much"                           | Programa de variedades                              | [ 82 ] [ 83 ] |
| The Oprah Winfrey Show                                         | 1998 | Elas mesmas (entrevista e performances)        | Sindicação          | "Wannabe"; "Spice Up Your Life"                                  | (Temporada 12)                                      |               |
| American Music Awards                                          | 1998 | Performance (pré-gravado)                      | ABC                 | "Too Much"                                                       |                                                     | [ 84 ]        |
| Brit Awards                                                    | 1998 | Performance                                    | ITV                 | "Stop"                                                           |                                                     |               |
| Pavarotti & Friends for the Children of Liberia                | 1998 | Performance                                    | Sindicação          | "Stop"; "Viva Forever"                                           | "Grandes apresentações"                             | [ 85 ] [ 86 ] |
| Children in need                                               | 1998 | Performance                                    | BBC One, BBC Two    | "Goodbye"                                                        |                                                     | [ 87 ]        |
| Royal Variety Performance                                      | 1998 | Performance                                    | BBC One             | "Goodbye"                                                        | Programa de variedades                              | [ 88 ]        |
| Brit Awards                                                    | 2000 | Honoree prêmio conquista Lifetime, Performance | ITV                 | "Spice Up Your Life"; "Say You'll Be There"; "Holler"; "Goodbye" |                                                     | [ 23 ] [ 24 ] |
| MTV Europe Music Awards                                        | 2000 | Performance                                    | ITV                 | "Holler"                                                         |                                                     | [ 26 ]        |
| Victoria's Secret Fashion Show                                 | 2007 | Performance                                    | CBS                 | "Stop"; "Headlines (Friendship Never Ends)"                      | Desfile de moda                                     | [ 27 ]        |
| Children in need                                               | 2007 | Performance                                    | BBC One, BBC Two    | "Stop"; "Headlines (Friendship Never Ends)"                      |                                                     | [ 87 ]        |
| Strictly Come Dancing                                          | 2007 | Performance                                    | BBC One             | "2 Become 1"                                                     | Concurso de Dança (5ª Temporada, 12ª Semana: Final) | [ 89 ]        |
| Cerimônia de encerramento dos Jogos Olímpicos de Verão de 2012 | 2012 | Performance                                    | Transmissão mundial | "Wannabe"; "Spice Up Your Life"                                  | "Uma sinfonia da música britânica"                  | [ 31 ]        |

## Comerciais
| Companhia      | Ano         | Promovendo                              | Título                           | Música Tema          | Diretor      | Região        | Ref.          |
| -------------- | ----------- | --------------------------------------- | -------------------------------- | -------------------- | ------------ | ------------- | ------------- |
| Pepsi-Cola     | 1997        | Bebida refrigerante                     | "Generation Next" v.1            | "Move Over"          | Samuel Bayer | International | [ 90 ]        |
| Pepsi-Cola     | 1997        | Bebida refrigerante                     | "Generation next" v.2            | "Move Over"          | Desconhecido | International |               |
| Pepsi-Cola     | 1997        | Bebida refrigerante, "Step to Me"       | "Generation next" v.3            | "Move Over"          | Desconhecido | International |               |
| Walkers Crisps | 1997        | Batatas fritas                          | "No more Mr Spice Guy" v.1       | —                    | Paul Weiland | Reino Unido   | [ 91 ] [ 92 ] |
| Walkers Crisps | 1997        | Walkers "Cheese e Chive" batatas fritas | "No more Mr Spice Guy" v.2       | —                    | Paul Weiland | Reino Unido   | [ 93 ]        |
| Impulse        | 1997        | Impulse Spice (Desodorante)             | "Wear nothing but Impulse Spice" | "Spice Up Your Life" | Jeff Stark   | Reino Unido   | [ 94 ]        |
| Polaroid       | 1997        | Filme instantâneo                       |                                  | —                    | Harald Zwart | Reino Unido   |               |
| Polaroid       | 1997 - 1998 | Spice Cam (Câmera fotográfica)          | "School"                         | —                    | Harald Zwart | Reino Unido   | [ 95 ] [ 96 ] |
| Look magazine  | 1997        | "Spice Girls" (Roupa)                   | Desconhecido                     | —                    | Desconhecido | Reino Unido   |               |
| Aprilia        | 1998        | 'Spice Sonic' (Motoneta)                | "Spice Sonic Effect"             | "Stop"               | Desconhecido | Europa        |               |
| Tesco          | 2007–08     | Anúncio de Natal                        | "Secret Santa"                   | —                    | Neil Harris  | Reino Unido   | [ 97 ]        |
| Tesco          | 2007–08     | Anúncio de Natal                        | "The Perfect Christmas"          | —                    | Neil Harris  | Reino Unido   | [ 97 ]        |